# Gran Premi de Mèxic del 1969
Resultats del Gran Premi de Mèxic de Fórmula 1 de la temporada 1969, disputat al circuit de Ciutat de Mèxic el 19 d'octubre del 1969.

## Resultats
| Pos | No | Pilot                | Equip          | Voltes | Temps/ Retirada       | Pos. de sortida | Punts |
| --- | -- | -------------------- | -------------- | ------ | --------------------- | --------------- | ----- |
| 1   | 5  | Denny Hulme          | McLaren - Ford | 65     | 1h 54' 09. 2          | 4               | 9     |
| 2   | 7  | Jacky Ickx           | Brabham - Ford | 65     | + 2.56 s              | 2               | 6     |
| 3   | 8  | Jack Brabham         | Brabham - Ford | 65     | + 38.48 s             | 1               | 4     |
| 4   | 3  | Jackie Stewart       | Matra - Ford   | 65     | + 47.04 s             | 3               | 3     |
| 5   | 4  | Jean Pierre Beltoise | Matra - Ford   | 65     | + 1' 38.52 min.       | 8               | 2     |
| 6   | 15 | Jackie Oliver        | BRM            | 63     | + 2 Voltes            | 12              | 1     |
| 7   | 12 | Pedro Rodríguez      | Ferrari        | 63     | + 2 Voltes            | 15              |       |
| 8   | 16 | Johnny Servoz-Gavin  | Matra - Ford   | 63     | + 2 Voltes            | 14              |       |
| 9   | 21 | Pete Lovely          | Lotus - Ford   | 62     | + 3 Voltes            | 16              |       |
| 10  | 18 | Piers Courage        | Brabham - Ford | 61     | + 4 Voltes            | 9               |       |
| 11  | 19 | Silvio Moser         | Brabham - Ford | 60     | Pèrdua de combustible | 13              |       |
| Ret | 14 | John Surtees         | BRM            | 53     | Caixa canvi           | 10              |       |
| Ret | 2  | Jochen Rindt         | Lotus - Ford   | 21     | Suspensions           | 6               |       |
| Ret | 22 | George Eaton         | BRM            | 6      | Caixa canvi           | 17              |       |
| Ret | 10 | Jo Siffert           | Lotus - Ford   | 4      | Accident              | 5               |       |
| Ret | 9  | John Miles           | Lotus - Ford   | 3      | Bomba de gasolina     | 11              |       |
| NVS | 6  | Bruce McLaren        | McLaren - Ford | 0      | No va sortir          | 7               |       |

## Altres
- Pole: Jack Brabham 1' 42. 90

- Volta ràpida: Jacky Ickx 1' 43. 050 (a la volta 64)